# Боровое (Октябрьский район)

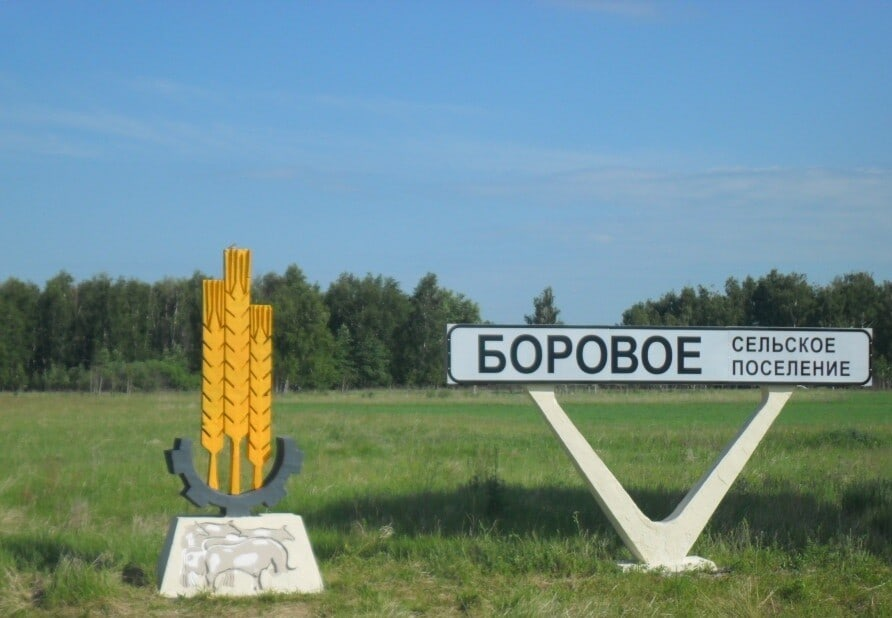
Боровое сельское поселение, Октябрьский район

Борово́е — село в Октябрьском районе Челябинской области. Административный центр Борового сельского поселения.

## География
Село расположено на границе с Курганской областью, на северном берегу озера Бакшан, на расстоянии 50 км от Октябрьского, административного центра района. Озеро содержит грязь, которая имеет лечебные свойства. Озеро живописно обрамлено берёзовыми и сосновыми лесами, которые богаты грибами и ягодами – земляника, костяника, вишня.

## История
Основано село в 1927 году переселенцами из села Любимовка. Крестьяне там жили крепкими хозяйствами, зажиточно и село перестало существовать во времена раскулачивания и коллективизации. Спасаясь от репрессий люди бросали всё нажитое годами и разъезжались. Кто-то подался в город, а многие селились на новые земли. Так были образованы деревни Кумыртки, Преображенка, Боровое. Первым жителем села Боровое был Любимов Иван Трофимович. Он начал строить дом на берегу озера Бакшан в 1925 году и первую зиму 1926-1927г.г. зимовал здесь один с семьёй. В 1927г. началось строительство и переезд сюда людей из с. Любимовка.
Своё название новое поселение получило из-за сосновых лесов в этой местности.
Село Любимовка перестало существовать. Сельский совет ещё долгие годы назывался Любимовским и был переименован в Боровской в 70-х годах прошлого века. На территории сельского совета находились деревни – Боровое, Бакшан, Зуевка, Замериново, а так же ныне не существующие деревни Шамурино, Покровка, Преображенка, Кумыртки, Федоровка, Синеводка.
Колхоз был образован в 1929 г. и по началу включал в себя все деревни Любимовского сельского совета кроме Бакшана (Бакшан вошел в состав колхоза в 1935 г.)

## Население
| 2002 | 2010 |
| ---- | ---- |
| 495  | ↘329 |

### Половой состав
По данным Всероссийской переписи, в 2010 году численность населения села составляла 329 человек (151 мужчина и 178 женщин).

## Улицы
- ул. Калинина,
- ул. Лесная,
- ул. Молодёжная,
- ул. Советская,
- ул. Центральная[4].